# Homilías sobre el Cantar de los Cantares

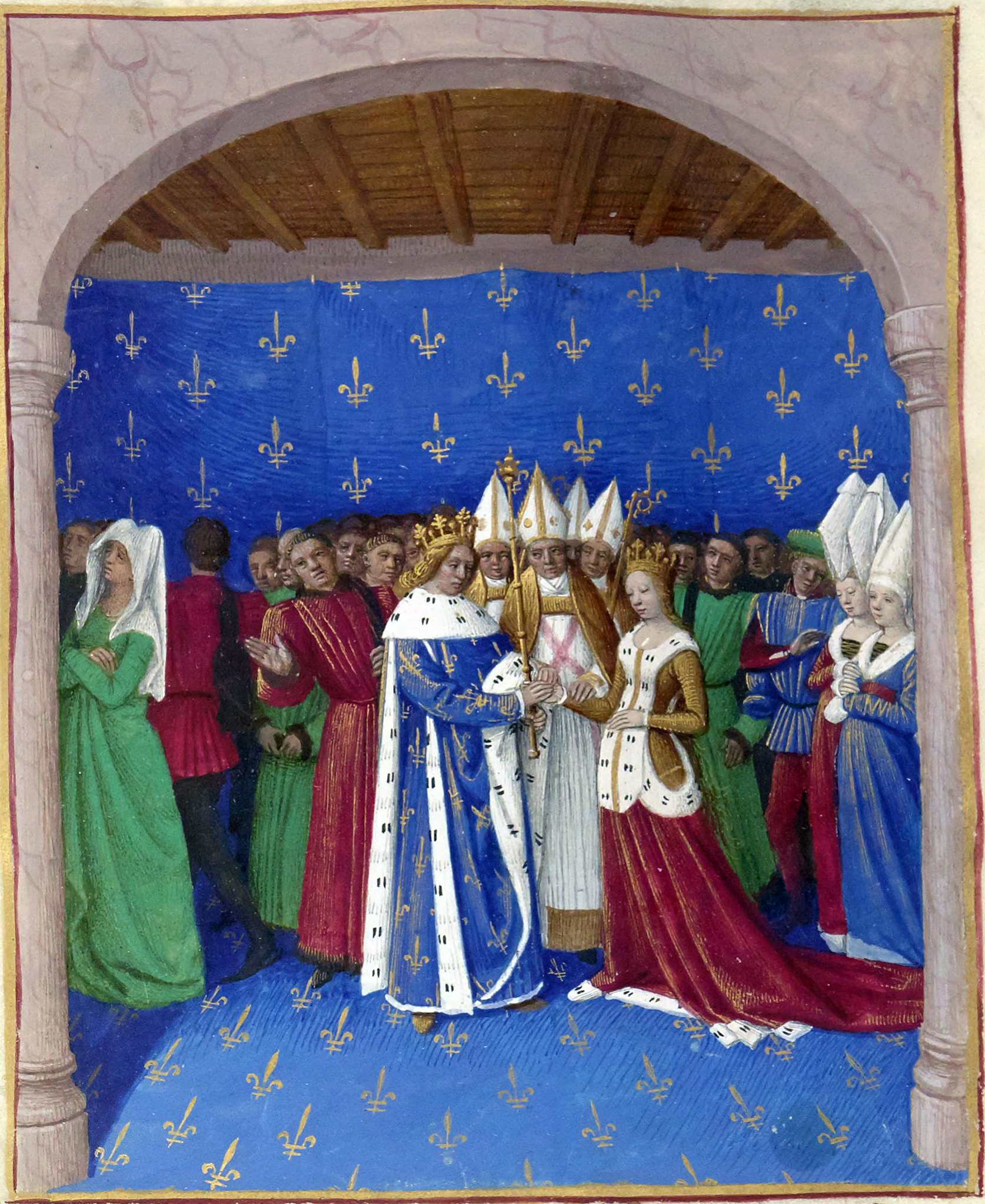
Boda de Carlos IV de Francia y María de Luxemburgo

Las Homilías sobre el Cantar de los Cantares de Gregorio de Nisa es una obra de la literatura mística cristiana. Como su nombre sugiere, el libro es un comentario exegético del Cantar de los Cantares.

## Autor, contexto de la obra
Gregorio de Nisa es uno de los tres Padres capadocios. Hay que encuadrar su producción literaria  dentro de la metodología de la Escuela de Cesarea, caracterizada por un gusto preferente por la interpretación alegórica, simbólica y espiritual de la Biblia. Hablar de la Escuela de Cesarea implica indirectamente hablar de Orígenes y la gnosis alejandrina, cuya influencia en la teología del Niseno es reconocible tanto en la metodología como en los contenidos. La teología de san Gregorio, sin embargo, se separa de la gnosis alejandrina en un aspecto esencial y distintivo como es la primacía interior del amor sobre el conocimiento. Esta distinción supone el arranque de una espiritualidad cristiana de nuevo cuño, llamada Teología mística.
Hay que enmarcar las homilías de San Gregorio dentro de los esfuerzos teológicos realizados en los primeros siglos del cristianismo para elaborar una exégesis cristiana del Antiguo Testamento. Esta cuestión tuvo especial importancia en esos siglos porque el rechazo de los escritos vetero testamentarios fue motivo de controversia y bandera de algunos grupos afines al Gnosticismo cristiano, como los marcionistas.
En este sentido, el Cantar de los Cantares fue siempre un libro difícil, por su carácter epitalámico. En algunos círculos de la tradición judía existía el convencimiento de que el Cantar no debía entenderse según su sentido literal sino que debía buscarse una interpretación alegórica o simbólica del mismo. A ello contribuía el hecho de que su autor fuese Salomón, tenido por el más sabio de los hombres. La extrañeza que aún hoy puede causar su lectura fue compartida por los teólogos de Cesarea que interpretaron este libro como una descripción de la vía unitiva mística, de la unión del alma (la esposa) con Dios (el esposo). En concreto: Proverbios, Eclesiastés y el Cantar fueron considerados como un trasunto de los tres grados de la vía interior: principiante, aprovechado y perfecto.
Es inevitable, cuando se habla de la unión de la esposa y el esposo, no pensar en la obra poética y espiritual de san Juan de la Cruz. Si esta última se puede considerar como la cima de un monte o el fruto de un árbol, las homilías de san Gregorio y su Vida de Moisés pueden tomarse como base y raíz de las mismas.
Quince son las homilías de Gregorio, en las cuales desgrana e interpreta sucesivamente pasajes del Cantar hasta (6,10):

## Interpretación alegórica
La interpretación alegórica del Cantar utiliza unos elementos interpretativos generales sobre los cuales se desarrolla el resto de la interpretación. Dichos elementos son:
- la esposa como la Iglesia.
- El Esposo como Cristo.
- El matrimonio como la unión de Cristo y la Iglesia, de la que es eco la del alma con Dios.
- El cortejo de la esposa como la comunidad de fieles que canta con ella y escucha con ella lo que el Esposo dice.
- El cortejo del Esposo como el coro de ángeles y hombres perfectos.[1]

Sobre estos elementos generales desarrolla San Gregorio su exégesis del Cantar, de la cual se ofrecen algunos ejemplos ilustrativos, no exhaustivos.

Soy morena, pero hermosa, hijas de Jerusalén. (Cant 1,5)

Esto dice la esposa de sí misma. Para San Gregorio, la blancura es imagen de pureza del alma. Un alma que de sí misma dice que es morena, representa entonces un alma tocada por el pecado. La hermosura, que aun así dice conservar, no proviene de sí misma sino del amor que, como gracia, recibe del esposo. (Homilía II)

En mi lecho, por la noche, busqué al amado de mi alma, busquéle y no le hallé. (Cant 3,1)

Esto dice la esposa al comienzo del Canto tercero, frase que supone una ruptura con la dinámica de los dos anteriores. Hasta entonces, los esposos se habían buscado y dedicado cantos de alabanza. Cuando parecía que la unión era inminente, la esposa se da cuenta de que su amado no está con ella. Para San Gregorio, esta frase debe interpretarse dentro del contexto de las tres vías místicas. Elevada el alma por encima de los sentidos encuentra que, lejos de alcanzar la deseada unión con el esposo, llega a una solitaria oscuridad. Si esperaba conocer al esposo, descubre que todavía no puede y necesita emprender una nueva búsqueda que debe llevarla más allá de las realidades inteligibles (ángeles). La cima donde ha llegado es, en definitiva, comienzo de una nueva ascensión. (Homilía VI)

Mi amado metió la mano por el hueco de la cerradura y mi entrañas se estremecieron (Cant 5,4)

Orígenes y Gregorio advertían que la lectura del Cantar requería cierta sutileza espiritual para no interpretar de forma grosera algunos pasajes. La interpretación de Gregorio para este pasaje encuentra una continuidad en cierta experiencia que describen otros autores místicos como Ruysbroeck o el mismo San Juan, y en la que Dios, según afirman, entra de algún modo secreto en el alma y la toca en un sentido espiritual, produciéndole lo que la cita anterior señala: un estremecimiento interior.(Homilía IX)
Cabe añadir que el método alegórico practicado en la Escuela de Cesarea condujo a exageraciones interpretativas que fueron motivo de controversia con otra escuela, cercana en el tiempo y el espacio, como la Escuela de Antioquía. Propugnaba esta última una exégesis bíblica de carácter literal, que a su vez era desestimada por la de Cesarea. La polémica entre ambas escuelas influyó posteriormente en el rechazo del origenismo.